# Gekko grossmanni
Espèce
Statut de conservation UICN

 DD  : Données insuffisantes
Gekko grossmanni est une espèce de geckos de la famille des Gekkonidae.

## Répartition
Cette espèce est endémique de la province de Khánh Hòa au Viêt Nam.

## Étymologie
Cette espèce est nommée en l'honneur de Wolfgang Grossmann.

## Publication originale
- Günther, 1994 : A new species of the genus Gekko (Reptilia, Squamata, Gekkonidae) from southern Vietnam. Zoologische Anzeiger, vol. 233, n. 1/2, p. 57-67.